# دهستان زین‌آباد
دهستان زین آباد نام دهستانی در بخش شال شهرستان بوئین‌زهرا، استان قزوین در ایران است. براساس سرشماری مرکز آمار ایران در سال ۱۳۸۵، جمعیت آن ۳٬۹۵۸ نفر (۸۷۶  خانوار) بوده‌است.